# 黑額鳴冠雉
黑額鳴冠雉（Aburria jacutinga），又名黑胸鳴官鳥，是分佈在巴西東南部的大西洋森林、阿根廷及巴拉圭的鳳冠雉。由於獵殺及失去棲息地，牠們的數量已開始變得稀少。

## 特徵
黑額鳴冠雉是大型的鳥類，長63-74厘米，外觀像火雞，頸幼頭細。牠們主要呈黑色，有藍色料澤。牠們的雙翼有些許白色及三行細小的黑點。胸部呈白色，喉嚨有紅色垂肉，前端深藍色。眼眶沒有羽毛及皮膚白色，面部及前額羽毛黑色，是同屬中特有的。牠們的雙腳紅色。
黑額鳴冠雉的分佈地內沒有其他鳴冠雉出沒，唯有藍喉鳴冠雉出沒在較為接近的秘魯。

## 分類
黑額鳴冠雉以往被分類為兩種鳴冠雉之一。但是根據粒線體DNA、骨學及生物地理學的分析，顯示肉垂冠雉是黑變的鳴冠雉，而很多嗚冠雉的分類其實是獨立的物種。黑額鳴冠雉是其屬內較基底的成員，但牠們與肉垂冠雉的關係則未明。

## 外部連結
- BirdLife Species Factsheet （页面存档备份，存于）
- ARKive